# Charles Debbas
Charles Debbas (àrab: شارل دباس, Xārl Dabbās) (Beirut, 16 d'abril de 1884 – París, 22 d'agost de 1935) fou un home d'estat libanès, d'una família notable grecoortodoxa de Beirut. Constitucionalista, fou designat al front de la república el 26 de maig de 1926 i elegit primer president de la República Libanesa l'1 de setembre de 1926 sent reelegit l'any 1929 per 42 vots sobre 44; va mantenir el càrrec fins al gener 1934 per voluntat del mandat francès.
La constitució libanesa fou promulgada el 23 de maig de 1926 i el anterior consell representatiu fou elevat a Cambra legislativa i Charles Debbas fou elegit al front d'aquesta cambra, en funcions de governador però amb títol honorari de president (la república encara no s'havia proclamat) el 26 de maig; segons la constitució aquesta centrava la vida política del país en el parlament que seria bicameral. Quan la constitució es va posar en marxa França va descobrir que el Parlament s'oposava a la política francesa decidida per l'alt comissionat que en virtut del mandat controlava la defensa i les relacions exteriors i podia vetar o modificar qualsevol llei que considerava contrària als deures i prerrogatives del mandat i fins i tot anul·lar la constitució. El candidat a la presidència patrocinat per França no va poder imposar-se al candidat oposat i es va haver d'elegir a Debbas com a solució de compromís quan es va proclamar la república el dia 1 de setembre de 1926.
L'octubre de 1927 una esmena constitucional va suprimir el senat (formalmente es van unificar les dues cambres). Una nova esmena el maig de 1929 va reforçar els poders presidencials enfront del poder legislatiu (el president podria en més situacions dissoldre el parlament) i va ampliar el terme del mandat que inicialment era de tres anys, fins als sis anys; tot i l'oposició del poder legislatiu, l'alt comissionat va amenaçar amb dissoldre el parlament i aquest es va haver d'avenir a la modificació conservant algunes prerrogatives com l'elecció del president (que per tant difícilment seria hostil a la pròpia assemblea); com que el gabinet responia davant el Parlament els governs haurien de ser de coalició per obtenir el suport de una majoria de les diverses forces representades. El terme de la Cambra de Diputats era de 4 anys i dos terços dels diputats eren elegits i un terç designats pel president de la república (fins al 1943 no es va passar a l'elecció de la totalitat); el president era elegit per sis anys per dos terços del Parlament en primera votació i majoria simple en segona i el càrrec no era renovable; el president estava assistit per un consell de ministres presidit per un primer ministre; entre les facultats del president estaven les de signar tractats internacionals; qualsevol diputat podia demanar al gabinet de sotmetre's a un vot de confiança; una vegada un projecte de llei era rebutjat no podia tornar a ser presentat en la mateixa legislatura; els diputats gaudien de plena immunitat per qüestions polítiques i per altres causes (excepte quan fossin enxampats en flagrant delicte). El president estava obligat a promulgar les lleis aprovades pel parlament sense cap modificació en el termini d'un mes (cinc dies si la llei era declarada urgent pel Parlament) i no podia vetar-les però podia sotmetre-les a la cambra per reconsideració però només una vegada en cada legislatura i n'hi havia prou amb la majoria simple dels diputats per ratificar la llei; el president podia promulgar per decret una llei que el consell de ministres hagués presentat al Parlament amb caràcter urgent i no hagués estat aprovada en 40 dies; el pressupost havia de ser aprovat en tres mesos i si no ho era es prorrogava l'anterior fins que el Parlament acordés un nou pressupost.
El 1932 l'assemblea va voler elegir al sunnita tripolità Shaikh Muhammad al-Jisr (un partidari del Gran Líban oposat a transferir Trípoli a Síria però que volia al cens electorals als musulmans i s'oposava al registre de la segona generació de cristians emigrats d'altres llocs en el cens que s'havia de fer el març de 1932) que era el president del parlament i tenia el suport d'Émile Eddé, i l'alt comissionat Auguste Henri Ponsot va dissoldre el Parlament i va nomenar per decret a Debbas com a president per dos anys més. El 9 de març de 1932 Debbas va agafar a més la direcció del govern (Primer ministre) 
El cens de 1932 va donar un 29% de cristians maronites mentre que els musulmans passaven a ser el 43% (23 % sunnites i 20% xiïtes) i un 7% de drusos, sent la resta d'altres confessions (armenis, grecs, catòlics...).
El 1933 Antun Saade va fundar el partit Social Nacionalista Sirià, mentre agafava importància el partit Comunista Libanès.
El nou alt comissionat Damien de Martel va arribar avançat el 1933 i va decidir aviat restablir el Parlament i va introduir el vot directe dels diputats per les eleccions de 1934. Bishar al-Khoury (o al-Khuri) va organitzar els seus partidaris en un bloc anomenat Bloc Constitucional. Després de les eleccions Debbas va dimitir per fer-se càrrec de la presidència de la Cambra o parlament, exercint com a primer ministre interí fins al 29 de gener de 1934 mentre que com a president fou nomenat interinament un nacional francès, Antoine Privat-Aubouard, fins que al cap d'un mes va poder ser elegit Habib Pacha Es-Saad, oncle d'al-Khoury però prou profrancès per ser acceptat per França.
Debbas fou president del Parlament fins a l'octubre de 1934 quan el va substituir el després president libanès Petro Trad.
Entre les lleis aprovades sota la seva presidència cal esmentar la que declarava el desarmament del Gran Líban i la instauració del batxillerat obligatori per l'exercici de les professions liberals.
Va morir a l'edat de 50 anys l'any 1935. Fou membre de la franc-maçoneria.